# 하나쿠마역
하나쿠마역(일본어: 花隈駅, はなくまえき)은 일본 효고현 고베시 주오구에 있는 한큐전철 고베 고속선의 역이다. 역 번호는 HK-17이다. 과거 고베 고속 철도가 관리하던 구간에서는 유일하게 한큐가 관리하는 역으로 한큐가 관리하는 역에서는 최서단이자 최남단 역이기도 하다.
현행 다이아에서는 전 영업 열차가 정차하지만, 산요 전기철도의 특급은 통과하는 때가 있다.
본 역 전후 구간은 고베 고속 철도가 제3종 철도 사업인 "도자이 선"으로 시설을 보유하고, 한큐 전철이 제2종 철도 사업으로 영업을 실시한다.
고베 고속선은 하나쿠마 역의 동쪽에서 지상으로 나온다. 과거에는 산요 전기철도 니시다이역 동쪽에도 지상 구간이 있었지만 해당역 부근은 지하화되었기 때문에 고베 고속선 전체에서도 유일한 지상 구간이다. 다만, 구강으로 가면 바로 고가선이기 때문에 건널목은 없다.

## 역사
- 1968년 4월 7일: 고베 고속 철도 개통에 따라 영업 개시.
- 1991년 4월 7일: 산요 특급 정차가 취소되면서 본 역에서 첫차 통과 열차가 설정됨.
- 1995년
  - 1월 17일: 한신・아와지 대지진으로 재해를 입어 영업 정지.
  - 2월 6일: 본 역에 회차 설비를 설치하고 신카이치 역 사이에서 운행 재개.
  - 6월 1일: 한큐 산노미야 역과 당역 구간 운행 재개.
- 1998년 2월 15일: 산요 특급 정차가 재개되고 통과 열차의 설정 소멸.
- 2001년 3월 10일: 산요 특급의 한큐 산노미야 방면 발착 열차가 폐지되고 본 역 출입 해제.
- 2009년 3월 20일: 산요 S특급의 한큐 산노미야 방면 발착 열차가 폐지되고 본 역 출입 해제.
- 2010년 10월 1일: 산요 전기철도의 제2종 철도 사업 폐지(열차의 출입은 계속). 또한, 이 날까지 역명판은 한큐 전철이 채용하고 있던 유니버설 디자인으로 통일됨.
- 2013년 12월 21일: 역 번호 도입[2].
- 2016년 3월 19일: 산요 S특급의 한큐 산노미야 행 열차가 주말 상행 1편만 다시 설정되어, 본 역 출입 부활.

## 역 구조
상대식 승강장 2면 2선의 지하역이다. 고속 고베 역 방향에 분기선이 있어 정류장은 아니다. 개찰구는 동서로 각 1곳씩 있으며 이 중에서 동쪽 개찰구는 지하 1층에, 서쪽 개찰구는 지상에 있다(역무실은 지상의 서쪽 개찰). 하행의 히메지 방면 승강장에서 동서의 양쪽 개찰구까지는 지하 3층에 설치된 선로 밑의 연결 통로를 한 번 경유해야 하는 구조이다. 승강장은 지하 2층에 있어 유효 길이는 한큐의 차량에 맞추어 8량 편성 정차가 가능하다. 엘리베이터와 에스컬레이터는 설치되지 않았다.

### 승강장
| 북측 | ■ 고베 본선(상행) | 오사카 (우메다)・고베산노미야・니시노미야키타구치・교토・다카라즈카 방면 |
| 남측 | ■ 고베 본선(하행) | 신카이치・산요 전철선 방면                                               |

## 역 주변
- 하나쿠마 역 빌딩(메트로하이쓰 하나쿠마 히가시구치) - 고베 고속 서비스의 본사가 입주하고 있다.
- 하나쿠마 공원(하나쿠마 성터)
- 혼간지(혼간지 고베 별원)
- 우지가와 상점가
- 모토마치 상점가
- 모토마치코카도리 상점가 - 동서 양쪽 출입구 남쪽의 JR 고베 선 고가 밑에 소재하고 있다.
- 하토바초 TEN×TEN
- 하토바초, 제방 중앙 터미널, 메리켄 파크
  - 고베 포트 타워
  - 고베 해양 박물관
  - 고베 메리켄 파크 오리엔탈 호텔
- 해안 빌딩
- 쿠마 병원
- 학교 법인 대학 입시 학원 고베 세미나
- 고베 시모야마테 우체국
- 고베 시영 지하철 가이간 선 미나토모토마치 역 - 약 100m 남쪽에 있다.
- 한신 전기철도 고베 고속선 니시모토마치 역 - 약 200m 서쪽에 있고 안내 상으로는 환승역으로 간주되지 않는다.

## 사진

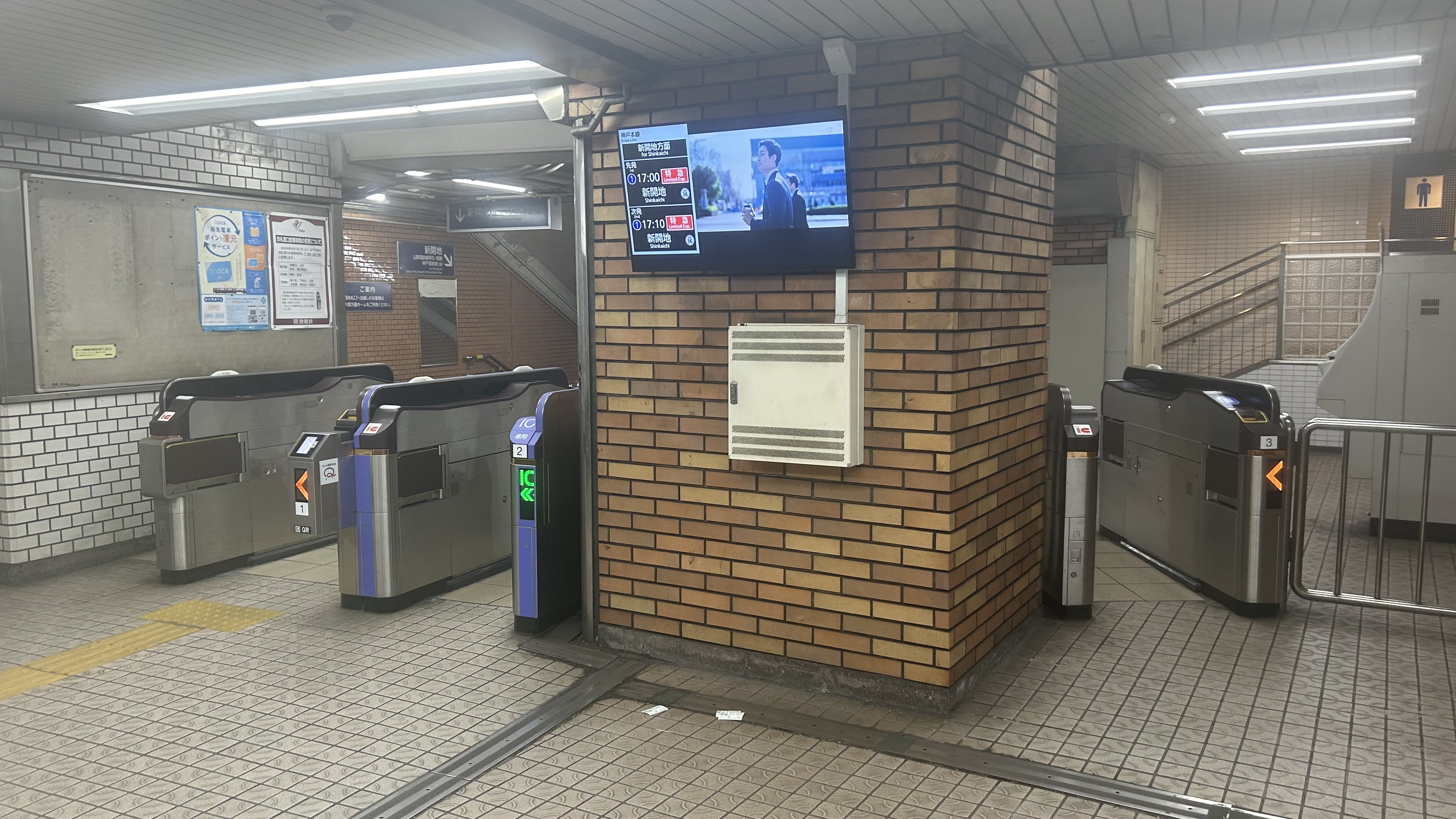
개찰구
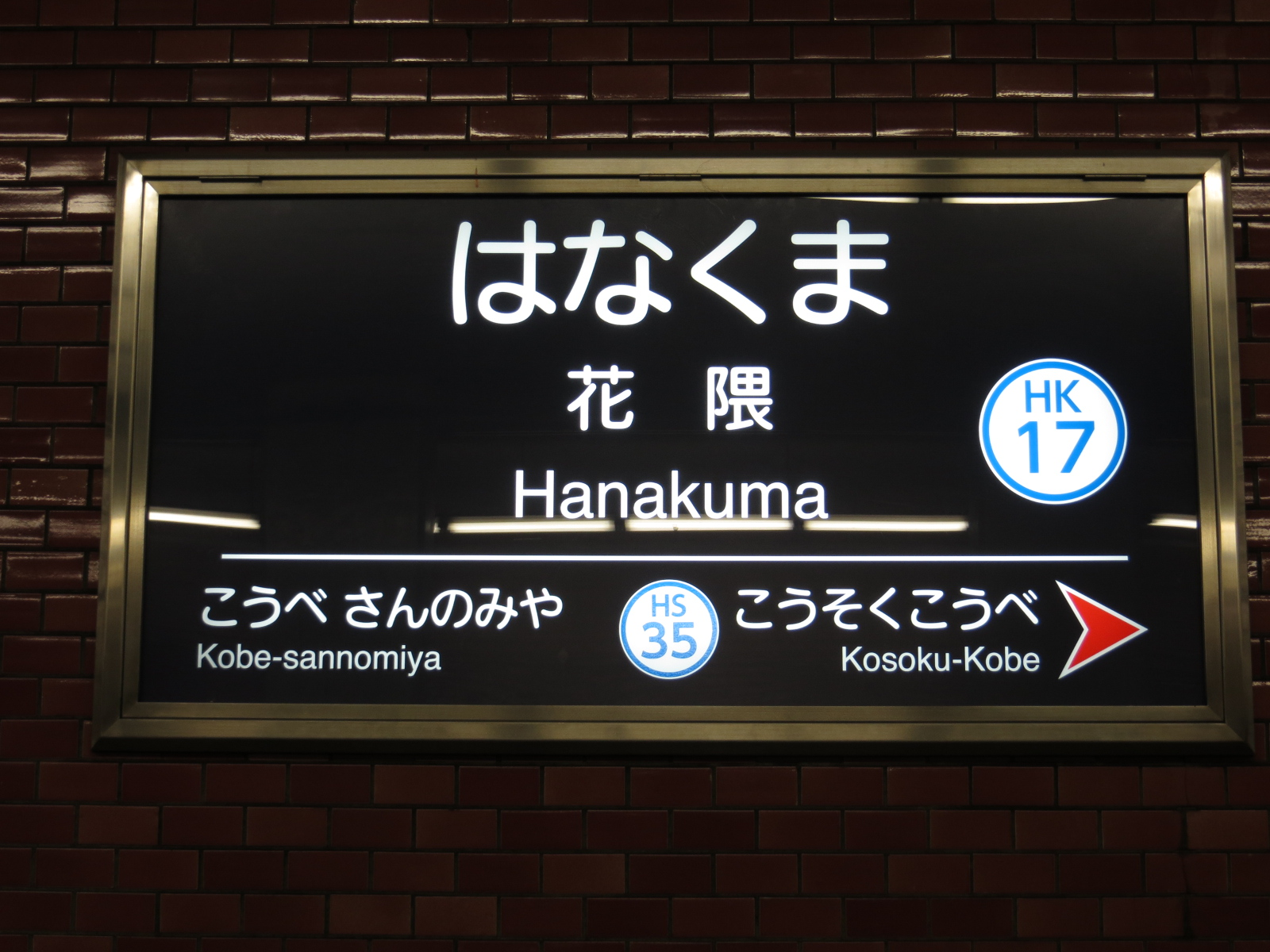
역명판

## 인접역
| 한큐전철 ■ 고베 고속선               | 한큐전철 ■ 고베 고속선                                                            | 한큐전철 ■ 고베 고속선        |
| ------------------------------------ | --------------------------------------------------------------------------------- | ----------------------------- |
| HK-16 고베산노미야 고베산노미야 방면 | ■ 특급 ■ 통근특급 ■ 직통특급 "아타고" ■ 쾌속급행 ■ 급행 ■ 통근급행 ■ S특급 ■ 보통 | 고속 고베 HS 35 신카이치 방면 |